# 1904년
1904년은 금요일로 시작하는 윤년이다.

## 연호
- 대한제국(大韓帝國) 광무(光武) 8년
- 청(淸) 광서(光緖) 30년
- 일본(日本) 메이지(明治) 37년
- 응우옌 왕조(阮朝) 타인타이(成泰) 16년

## 기년
- 대한제국(大韓帝國) 고종(高宗) 41년
- 청(淸) 덕종 광서제(德宗 光緖帝) 30년
- 응우옌 왕조(阮朝) 성태제(成泰帝) 16년

## 사건
- 1월 21일- 대한제국 영세 중립국가 선언. 그 사실이 청나라의 치푸에서 신문에 발신.
- 2월 8일 - 러일 전쟁 발발.
- 2월 10일 - 러일 전쟁: 일본 제국, 러시아 제국에게 선전 포고.
- 2월 23일 - 한일의정서 강제 체결.
- 3월 1일 - 동래 개양학교 설립
- 4월 - 함경북도 성진에서 보신학교 설립
- 4월 8일 - 앙탕트 코르디알 체결.
- 4월 18일 - 프랑스에서 장 조레스, 진보적 일간지인 《위마니테》지 창간
- 7월 1일, 미국의 세인트루이스에서 제3회 하계 올림픽 개최(~ 동년 11월 23일).
- 7월 18일 - 대한매일신보 창간. (현 서울신문)
- 8월 9일 - 일본과 러시아, 포츠머스에서 강화조약 회담 개시
- 8월 20일 - 친일파 송병준, 윤시병 등, 친일단체인 유신회를 일진회로 개칭.
- 8월 22일 - 제1차 한일 협약 체결
- 9월 12일 - 휘문고등학교 전신인 광성의숙 설립 정파 소론계열 학교
- 9월 23일 - 세브란스 병원 개원
- 10월 4일 - 세브란스 병원 개원 후 백내장 수술을 첫 수술로 시작함
- 10월 15일 - 상동청년학원, 상동청년학교가 설립
- 10월 15일 - 러일 전쟁: 러시아 제국 해군의 발트 함대가 러일 전쟁 참전을 위해 에스토니아 탈린을 떠나 중국의 뤼순으로 출항하다.
- 11월 13일 - 이탈리아 왕국에서 총선이 실시되어 역사적 좌파 진영이 최다의석수를 차지하였다.
- 11월 16일 - 세브란스 병원 신축.

## 탄생

### 1월
- 1월 1일 - 중국의 경극 배우 청옌치우. (~1958년)
- 1월 10일 - 미국의 보드빌 배우, 가수, 무용가 레이 볼거. (~1987년)
- 1월 13일 - 미국의 바이올린 연주자 나단 밀슈타인. (~1992년)
- 1월 18일 - 미국의 배우 케리 그랜트. (~1986년)
- 1월 21일 - 대한민국의 작가 홍효민. (~1975년)
- 1월 28일 - 대한민국의 정치인 이석주. (~1998년)
- 1월 29일 - 대한민국의 정치인 윤제술. (~1986년)

### 2월
- 2월 2일 - 대한민국의 독립운동가 신언진. (~1958년)
- 2월 3일
  - 대한민국의 화가, 미술평론가 김용준. (~1967년)
  - 이탈리아의 작곡가 루이지 달라피콜라. (~1975년)
- 2월 11일 - 프랑스의 수녀 뤼실 랑동. (~2023년)
- 2월 18일 - 대한민국의 영화 감독 이규환. (~1982년)
- 2월 19일 - 미국의 작가 올리브 번. (~1990년)
- 2월 23일
  - 미국의 언론인 윌리엄 L. 샤이러. (~1993년)
  - 대한민국의 정치인 정일형. (~1982년)
- 2월 27일 - 대한민국의 화가 이응노. (~1989년)

### 3월
- 3월 1일 - 독일계 미국인, 트럼본 연주자이자 스윙 재즈의 대가 글렌 밀러. (~1944년)
- 3월 2일 - 미국의 작가, 만화가 닥터 수스. (~1991년)
- 3월 5일 - 미국의 영화배우 조지 미커. (~1984년)
- 3월 7일 - 나치 독일의 비밀경찰 총수 라인하르트 하이드리히. (~1942년)
- 3월 8일 - 대한민국의 역사학자 신석호. (~1981년)
- 3월 23일 - 미국의 배우 조앤 크로퍼드. (~1977년)
- 3월 25일 - 독일의 형법학자이자 법철학자 한스 벨첼. (~1977년)

### 4월
- 4월 6일 - 독일의 정치인 쿠르트 게오르크 키징거. (~1988년)
- 4월 20일 - 대한민국의 판소리 국악인 겸 작곡가 임방울. (~1961년)
- 4월 22일 - 미국의 물리학자 J. 로버트 오펜하이머. (~1967년)
- 4월 27일 - 이탈리아의 아랍학자 프란체스코 가브리엘리 (~1996년)

### 5월
- 5월 4일
  - 조선민주주의인민공화국의 군인, 정치가 김무정. (~1951년)
  - 이집트의 가수, 영화배우 움 쿨숨. (~1975년)
- 5월 11일 - 스페인의 초현실주의 화가 살바도르 달리. (~1989년)
- 5월 13일 - 일본의 영화 배우 류 지슈. (~1993년)
- 5월 14일 - 한스 알베르트 아인슈타인. (~1973년)
- 5월 16일 - 조선민주주의인민공화국의 군인, 정치가 김무정. (~1951년)
- 5월 18일 - 대한민국의 시인, 독립운동가 이육사. (~1944년)
- 5월 29일 - 캐나다의 정치철학자 유진 포시. (~1991년)

### 6월
- 6월 2일 - 미국의 수영 선수, 배우 조니 와이즈뮬러. (~1984년)
- 6월 7일 - 일제 강점기와 대한민국의 성우 겸 영화배우 복혜숙. (~1982년)
- 6월 21일 - 대한민국의 시인, 문학평론가, 번역가 박용철. (~1938년)

### 7월
- 7월 12일 - 칠레의 시인 파블로 네루다. (~1973년)
- 7월 27일 - 폴란드의 경제학자 오스카르 랑게. (~1965년)

### 8월
- 8월 12일 - 니콜라이 2세의 장남이자 러시아의 마지막 황태자 알렉세이 니콜라예비치 황태자. (~1918년)
- 8월 16일 - 미국의 화학자 웬들 메러디스 스탠리. (~1971년)
- 8월 21일 - 미국의 재즈 피아노 연주자, 작곡가 카운트 베이시. (~1984년)
- 8월 22일 - 중국의 정치인 덩샤오핑. (~1997년)

### 9월
- 9월 15일 - 이탈리아 왕국의 마지막 국왕 움베르토 2세. (~1983년)
- 9월 21일 - 미국의 작가 알렉산더 케이. (~1979년)
- 9월 26일 - 우크라이나 작가 미콜라 바잔. (~1983년)

### 10월
- 10월 3일 - 미국의 생화학자 찰스 J. 피더슨 (~1989년)
- 10월 6일 - 대한민국의 독립운동가 김명진.
- 10월 11일 - 대한민국의 민속학자 송석하. (~1948년)
- 10월 20일 - 캐나다의 정치가 토미 더글러스. (~1986년)
- 10월 23일 - 대한민국의 독립운동가 조시원. (~1982년)

### 11월
- 11월 4일 - 대한민국의 소설가 이태준. (~1978년)
- 11월 8일 - 대한민국의 독립운동가 신언준. (~1938년)
- 11월 14일 - 대한민국의 정치인 엄대섭. (~1996년)
- 11월 29일 - 우루과이의 축구 선수, 축구 감독 엑토르 카스트로. (~1960년)

### 12월
- 12월 6일 - 프랑스의 작가, 언론인, 피아노 연주자 이브 퀴리. (~2007년)
- 12월 10일
  - 체코슬로바키아의 정치인 안토닌 노보트니. (~1975년)
  - 대한민국의 소설가 이태준. (~1978년)
- 12월 18일 - 미국의 영화 감독 조지 스티븐스. (~1975년)

### 미상
- 대한민국의 교육자 김원규. (~1968년)
- 일제 강점기의 경찰 박영화.

## 사망

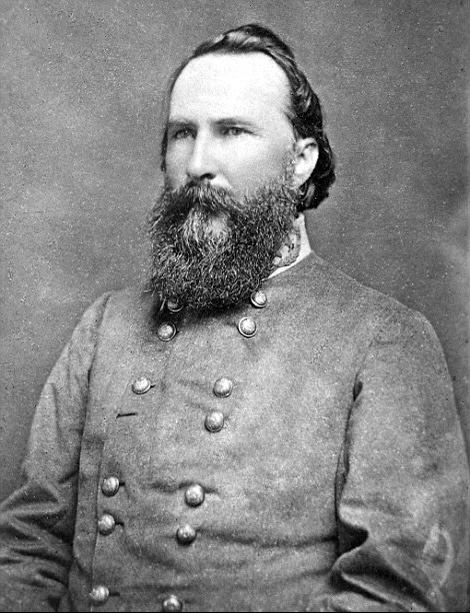
제임스 롱스트리트

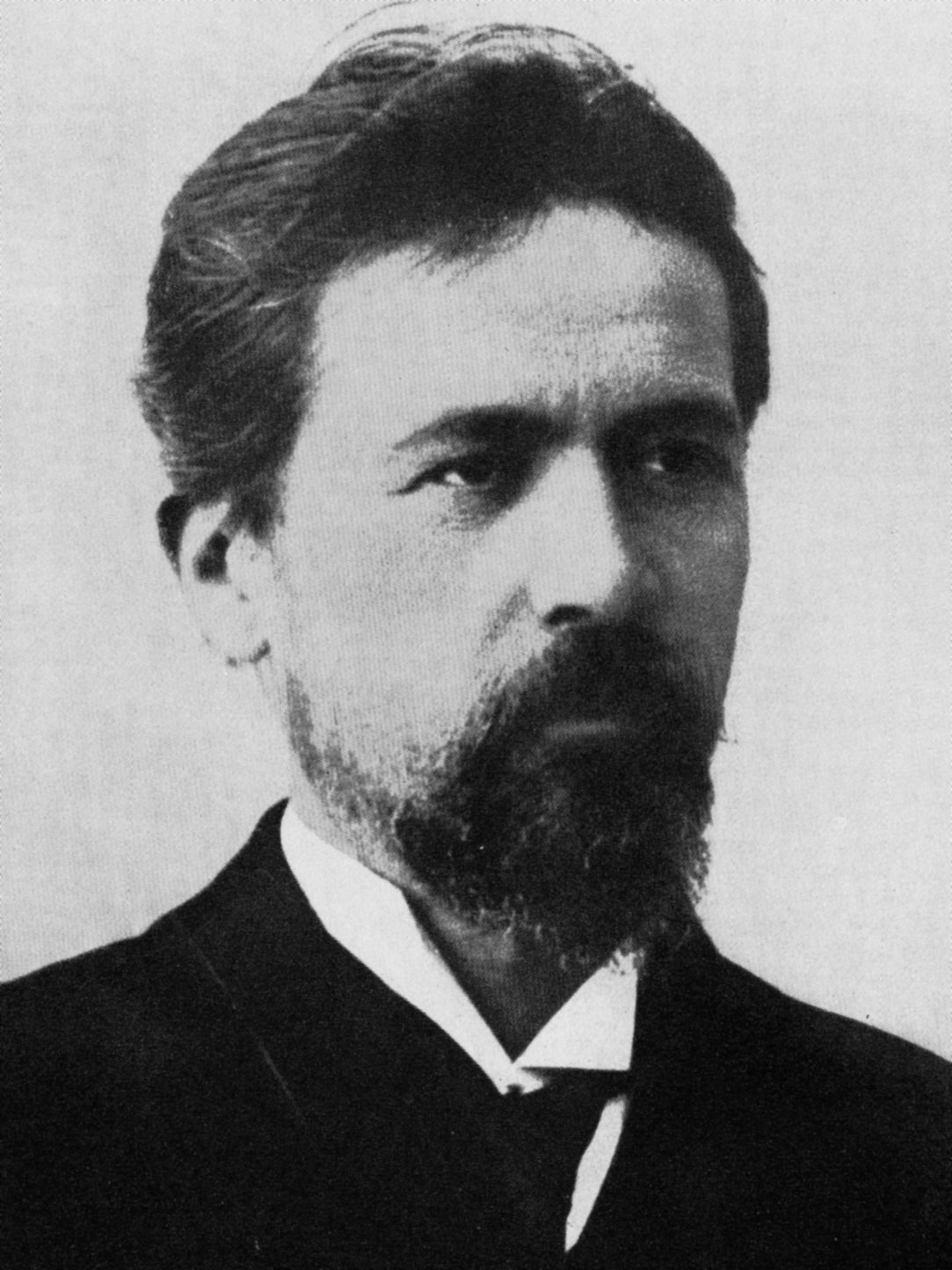
안톤 체호프

- 1월 2일 - 남북전쟁 남부동맹의 장군 제임스 롱스트리트. (1821년~)
- 5월 1일 - 체코의 작곡가 안토닌 드보르자크. (1841년~)
- 7월 15일 - 러시아의 작가 안톤 체호프. (1860년~)
- 9월 28일 - 대한제국 순종의 첫 번째 황후 순명효황후. (1872년~)

## 노벨상
- 물리학상 - 존 윌리엄 스트럿 레일리 (영국)
- 화학상 - 윌리엄 램지 (영국)
- 생리학·의학상 - 이반 파블로프 (러시아)
- 평화상 - 국제법연구소 (벨기에)
- 문학상 - 프레데리크 미스트랄 (프랑스), 호세 에체가라이이에이사기레 (에스파냐)

## 달력
| 1월 |    |    |    |    |    |    |
| 일  | 월 | 화 | 수 | 목 | 금 | 토 |
|     |    |    |    |    | 1  | 2  |
| 3   | 4  | 5  | 6  | 7  | 8  | 9  |
| 10  | 11 | 12 | 13 | 14 | 15 | 16 |
| 17  | 18 | 19 | 20 | 21 | 22 | 23 |
| 24  | 25 | 26 | 27 | 28 | 29 | 30 |
| 31  |    |    |    |    |    |    |

| 2월 |    |    |    |    |    |    |
| 일  | 월 | 화 | 수 | 목 | 금 | 토 |
|     | 1  | 2  | 3  | 4  | 5  | 6  |
| 7   | 8  | 9  | 10 | 11 | 12 | 13 |
| 14  | 15 | 16 | 17 | 18 | 19 | 20 |
| 21  | 22 | 23 | 24 | 25 | 26 | 27 |
| 28  | 29 |    |    |    |    |    |

| 3월 |    |    |    |    |    |    |
| 일  | 월 | 화 | 수 | 목 | 금 | 토 |
|     |    | 1  | 2  | 3  | 4  | 5  |
| 6   | 7  | 8  | 9  | 10 | 11 | 12 |
| 13  | 14 | 15 | 16 | 17 | 18 | 19 |
| 20  | 21 | 22 | 23 | 24 | 25 | 26 |
| 27  | 28 | 29 | 30 | 31 |    |    |

| 4월 |    |    |    |    |    |    |
| 일  | 월 | 화 | 수 | 목 | 금 | 토 |
|     |    |    |    |    | 1  | 2  |
| 3   | 4  | 5  | 6  | 7  | 8  | 9  |
| 10  | 11 | 12 | 13 | 14 | 15 | 16 |
| 17  | 18 | 19 | 20 | 21 | 22 | 23 |
| 24  | 25 | 26 | 27 | 28 | 29 | 30 |

| 5월 |    |    |    |    |    |    |
| 일  | 월 | 화 | 수 | 목 | 금 | 토 |
| 1   | 2  | 3  | 4  | 5  | 6  | 7  |
| 8   | 9  | 10 | 11 | 12 | 13 | 14 |
| 15  | 16 | 17 | 18 | 19 | 20 | 21 |
| 22  | 23 | 24 | 25 | 26 | 27 | 28 |
| 29  | 30 | 31 |    |    |    |    |

| 6월 |    |    |    |    |    |    |
| 일  | 월 | 화 | 수 | 목 | 금 | 토 |
|     |    |    | 1  | 2  | 3  | 4  |
| 5   | 6  | 7  | 8  | 9  | 10 | 11 |
| 12  | 13 | 14 | 15 | 16 | 17 | 18 |
| 19  | 20 | 21 | 22 | 23 | 24 | 25 |
| 26  | 27 | 28 | 29 | 30 |    |    |

| 7월 |    |    |    |    |    |    |
| 일  | 월 | 화 | 수 | 목 | 금 | 토 |
|     |    |    |    |    | 1  | 2  |
| 3   | 4  | 5  | 6  | 7  | 8  | 9  |
| 10  | 11 | 12 | 13 | 14 | 15 | 16 |
| 17  | 18 | 19 | 20 | 21 | 22 | 23 |
| 24  | 25 | 26 | 27 | 28 | 29 | 30 |
| 31  |    |    |    |    |    |    |

| 8월 |    |    |    |    |    |    |
| 일  | 월 | 화 | 수 | 목 | 금 | 토 |
|     | 1  | 2  | 3  | 4  | 5  | 6  |
| 7   | 8  | 9  | 10 | 11 | 12 | 13 |
| 14  | 15 | 16 | 17 | 18 | 19 | 20 |
| 21  | 22 | 23 | 24 | 25 | 26 | 27 |
| 28  | 29 | 30 | 31 |    |    |    |

| 9월 |    |    |    |    |    |    |
| 일  | 월 | 화 | 수 | 목 | 금 | 토 |
|     |    |    |    | 1  | 2  | 3  |
| 4   | 5  | 6  | 7  | 8  | 9  | 10 |
| 11  | 12 | 13 | 14 | 15 | 16 | 17 |
| 18  | 19 | 20 | 21 | 22 | 23 | 24 |
| 25  | 26 | 27 | 28 | 29 | 30 |    |

| 10월 |    |    |    |    |    |    |
| 일   | 월 | 화 | 수 | 목 | 금 | 토 |
|      |    |    |    |    |    | 1  |
| 2    | 3  | 4  | 5  | 6  | 7  | 8  |
| 9    | 10 | 11 | 12 | 13 | 14 | 15 |
| 16   | 17 | 18 | 19 | 20 | 21 | 22 |
| 23   | 24 | 25 | 26 | 27 | 28 | 29 |
| 30   | 31 |    |    |    |    |    |

| 11월 |    |    |    |    |    |    |
| 일   | 월 | 화 | 수 | 목 | 금 | 토 |
|      |    | 1  | 2  | 3  | 4  | 5  |
| 6    | 7  | 8  | 9  | 10 | 11 | 12 |
| 13   | 14 | 15 | 16 | 17 | 18 | 19 |
| 20   | 21 | 22 | 23 | 24 | 25 | 26 |
| 27   | 28 | 29 | 30 |    |    |    |

| 12월 |    |    |    |    |    |    |
| 일   | 월 | 화 | 수 | 목 | 금 | 토 |
|      |    |    |    | 1  | 2  | 3  |
| 4    | 5  | 6  | 7  | 8  | 9  | 10 |
| 11   | 12 | 13 | 14 | 15 | 16 | 17 |
| 18   | 19 | 20 | 21 | 22 | 23 | 24 |
| 25   | 26 | 27 | 28 | 29 | 30 | 31 |

### 음양력 대조 일람
| 음력월 | 월건 | 대소 | 음력 1일의 양력 월일 | 음력 1일 간지 |
| ------ | ---- | ---- | -------------------- | ------------- |
| 1월    | 병인 | 대   | 2월 16일             | 경진          |
| 2월    | 정묘 | 대   | 3월 17일             | 경술          |
| 3월    | 무진 | 소   | 4월 16일             | 경진          |
| 4월    | 기사 | 대   | 5월 15일             | 기유          |
| 5월    | 경오 | 소   | 6월 14일             | 기묘          |
| 6월    | 신미 | 소   | 7월 13일             | 무신          |
| 7월    | 임신 | 대   | 8월 11일             | 정축          |
| 8월    | 계유 | 소   | 9월 10일             | 정미          |
| 9월    | 갑술 | 소   | 10월 9일             | 병자          |
| 10월   | 을해 | 대   | 11월 7일             | 을사          |
| 11월   | 병자 | 대   | 12월 7일             | 을해          |
| 12월   | 정축 | 소   | 1905년 1월 6일       | 을사          |